# Azamia
Azamia is een geslacht van rechtvleugeligen uit de familie sabelsprinkhanen (Tettigoniidae). De wetenschappelijke naam van dit geslacht is voor het eerst geldig gepubliceerd in 1906 door Bolívar.

## Soorten
Het geslacht Azamia omvat de volgende soorten:
- Azamia biplagiata Bolívar, 1906
- Azamia doriae Griffini, 1906